# Texas annexiója
A Texasi Köztársaságot 1845. december 29-én csatolták az Amerikai Egyesült Államokhoz, és 28. államként felvették az Unióba.
A Texasi Köztársaság 1836. március 2-án kikiáltotta függetlenségét a Mexikói Köztársaságtól. Ugyanebben az évben kérte az Egyesült Államokhoz való csatolását, de az Egyesült Államok külügyminisztere elutasította. Abban az időben a texasi lakosság többsége a köztársaság Egyesült Államokhoz csatolását támogatta. Az Egyesült Államok mindkét nagy politikai pártjának (a demokraták és a whigek) vezetése ellenezte, hogy Texas − egy hatalmas rabszolgatartó régió − bekerüljön a Kongresszusban zajló rabszolgaságpárti és -ellenes szekcióviták ingatag politikai légkörébe. Ezenkívül el akarták kerülni a háborút Mexikóval, amelynek kormánya betiltotta a rabszolgaságot, és nem volt hajlandó elismerni a lázadó északi tartomány szuverenitását. Mivel Texas gazdasági helyzete az 1840-es évek elejére hanyatlásnak indult, a Texasi Köztársaság elnöke, Sam Houston tárgyalásokat szervezett Mexikóval, hogy az Egyesült Királyság közvetítésével megvizsgálják a függetlenség hivatalos elismerésének lehetőségét.
1843-ban John Tyler, az Egyesült Államok elnöke, aki ekkor még nem kötődött egyetlen politikai párthoz sem, önállóan döntött Texas annexiója mellett, hogy ezzel próbáljon támogatást szerezni további négyéves hivatali idejére. Hivatalos motivációja az volt, hogy kijátssza a brit kormány gyanítható diplomáciai erőfeszítéseit a texasi rabszolgák felszabadítására, ami aláásná a rabszolgaságot az Egyesült Államokban. A houstoni kormánnyal folytatott titkos tárgyalások révén Tyler 1844 áprilisában elérte az annexiós szerződést. Amikor a dokumentumokat ratifikálásra benyújtották az amerikai szenátusnak, az annexió feltételeinek részletei nyilvánosságra kerültek, és Texas megszerzésének kérdése az 1844-es elnökválasztás középpontjába került. A Texas annexiót támogató déli demokrata küldöttek pártjuk 1844. májusi kongresszusán megtagadták az annexiót ellenző vezetőjük, Martin Van Buren jelölését. A terjeszkedéspárti északi demokrata kollégákkal szövetkezve biztosították James K. Polk jelölését, aki a Texas-i nyilvánvaló végzetet támogató programmal indult.
1844 júniusában a szenátus whig többséggel határozottan elutasította a Tyler-Texas szerződést. Még abban az évben az 1844-es elnökválasztáson az annexiót támogató demokrata Polk szűken legyőzte az annexiót ellenző whig Henry Clayt. 1844 decemberében Tyler elnök, aki hivatali idejének a végén járt, felszólította a Kongresszust, hogy mindkét házban egyszerű többséggel fogadja el a szerződését. A demokrata többségű képviselőház eleget tett a kérésének, és elfogadott egy módosított törvényjavaslatot, amely kibővítette a Tyler-féle szerződés rabszolgaságpárti rendelkezéseit. A szenátus szűkszavúan elfogadta a képviselőházi törvényjavaslat kompromisszumos változatát, amelynek célja az volt, hogy Polk megválasztott elnöknek lehetőséget biztosítson Texas azonnali annektálására vagy újabb tárgyalásokra a képviselőház által módosított törvényjavaslatban foglalt annexiós feltételek felülvizsgálatára.
1845. március 1-jén Tyler elnök aláírta az annexiós törvényt, és március 3-án (utolsó teljes hivatali napján) továbbította a képviselőházi változatot Texasnak, azonnali annexiót ajánlva. Amikor Polk másnap délben hivatalba lépett, arra biztatta Texast, hogy fogadja el Tyler ajánlatát. Texas ratifikálta a megállapodást a texasiak népes egyetértésével. A törvényjavaslatot Polk elnök 1845. december 29-én írta alá, elfogadva ezzel Texast az Unió 28. államaként. Texas 1846. február 19-én hivatalosan is csatlakozott az unióhoz, ami az év áprilisában kiváltotta a mexikói–amerikai háborút.

### Másodlagos források
- "Annexation" Handbook of Texas Online.
- Carefoot, Jean. "Narrative History of Texas Annexation." Texas State Library and Archives Commission.
- Silbey, Joel H. Storm over Texas: The Annexation Controversy and the Road to Civil War. New York: Oxford University Press, 2005.
- Smith, Justin H. The Annexation of Texas. Unknown publisher, 1911.